# Franciaország tengerentúli megyéi
A tengerentúli megyék (franciául régions d'autre-mer vagy départements d'autre-mer, rövidítésük: DOM) Franciaország korábbi gyarmataiból alakultak ki, és ugyan távol esnek az ország központi területeitől, mégis ugyanolyan jogokat élveznek, mint az európaiak. Ezekre a területekre úgy tekintenek, mintha azok Franciaország (és ezzel az Európai Unió) részei lennének, tehát régiók is és megyék is egyszerre (2003 óta).
Öt ilyen közigazgatási egység van, ezek:
- Guadeloupe (971)
- Martinique (972)
- Francia Guyana (973)
- Réunion (974)
- Mayotte (976) - 2011. március 31-től

A tengerentúli megye státushoz kapcsolható még egy francia függő terület is:
- Saint-Pierre és Miquelon (975), 1976 és 1985 között tengerentúli megye volt, jelenleg területi közösség Franciaországban és az EU-n belül.